# 上田丸子電鉄クハ250形電車
上田丸子電鉄クハ250形電車（うえだまるこでんてつクハ250がたでんしゃ）は、上田丸子電鉄（後の上田交通）に在籍した電車（制御車）である。
本項では、クハ250形の形式称号を付与された制御車各車両のうち、相模鉄道より譲り受けた2両（クハ252・253）について記述する。

## 概要
元は神中鉄道の流線形気動車キハ40形40（後にキハ50形50）、およびキハ50形54で、キハ40は1937年に、キハ54は1940年にそれぞれ日本車輌製造東京支店において新製された。キハ40形は登場後に故障が多発したことから「死に番」忌避の意味も込めて1939年にキハ50形に改番されている。
神中鉄道の相鉄合併後は、1944年にエンジンを撤去して客車化されホハ50形、相鉄の東急経営委託時には電車用のサハ50形、相鉄新体制発足後の1949年1月7日に間接非自動制御（HL制御）方式の制御車に改造されクハ1050形1051・1052となり、1951年11月18日にクハ1500形1501・1502となる。なお、クハ1502は相鉄時代に前面が流線型3枚窓から半流線型（丸妻）3枚窓に改造され、乗務員扉が新設された。
1956年5月27日に廃車された後、同年9月5日付で上田丸子電鉄に譲渡され、クハ250形252・253として導入された。クハ252は当初両側妻面を流線形とした原形を保っていたが、後にクハ253とは異なる半流線型（丸妻）2枚窓の形状に変更された。ただし、クハ253とは異なり乗務員扉は設置されなかった。
運転台の主幹制御器（マスター・コントローラー）は、クハ252が国鉄形の電空カム軸式間接自動制御仕様の主幹制御器に交換された一方、クハ253は間接非自動制御（HL制御）仕様のまま存置されたことから、それぞれ対応する電動車と編成を組成して運用された。
なお、クハ252・253とも導入当初から廃車まで終始戸閉装置（ドアエンジン）を搭載せず手動扉仕様のままとされ、走行時には外側からロックをかけて施錠する方式であったために、駅に到着するたびに乗降客がある場合は車掌が外からドアを開閉して回っていた。もちろん非常時は乗客が内部から開くこともできた。
また、クハ252・253の最大長は14.5m未満であるため、上田丸子電鉄における車両番号付番要領に則れば、本来は「クハ240形」となるものである。また、クハ252については制御方式の関係で本来「クハ340形」とされるところである（上田交通#車両を参照）。

## 運用
252は同種の制御器を持つモハ5370形と連結運転ができる唯一の制御車であったことから、同形式の増結用車両として運用された。一方、HL制御仕様のクハ253は、モハ5250形などと編成を組成して運用された。
2両とも終始別所線において運用され、クハ253は1975年3月27日付で廃車となり、残存したクハ252は1986年に実施された別所線の架線電圧1,500V昇圧の前日となる9月30日まで運用されたのち、昇圧当日の同年10月1日付で他の旧型車とともに廃車された。